# Historia de Bariloche

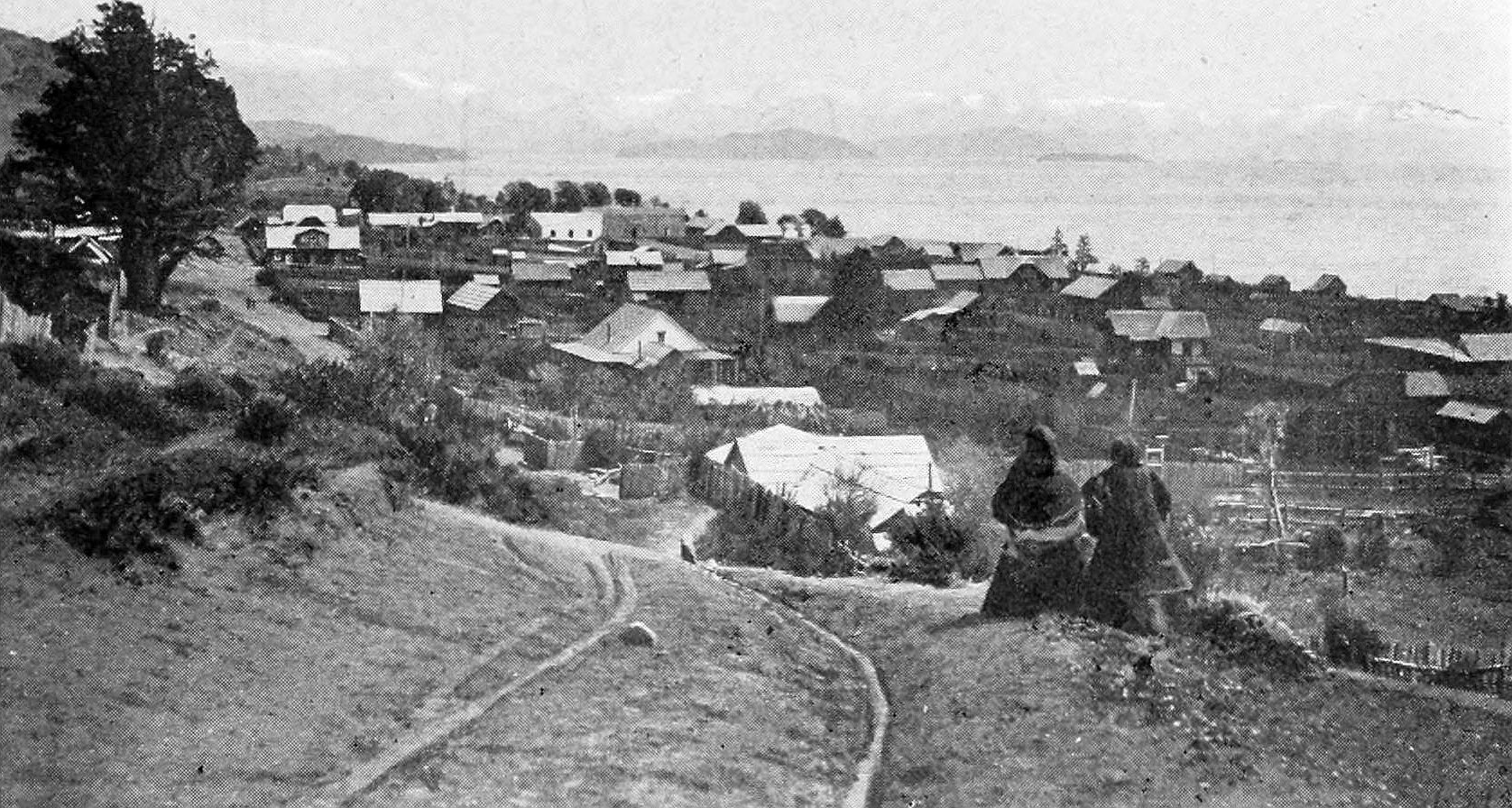
Vista de la población de Bariloche, en 1916.

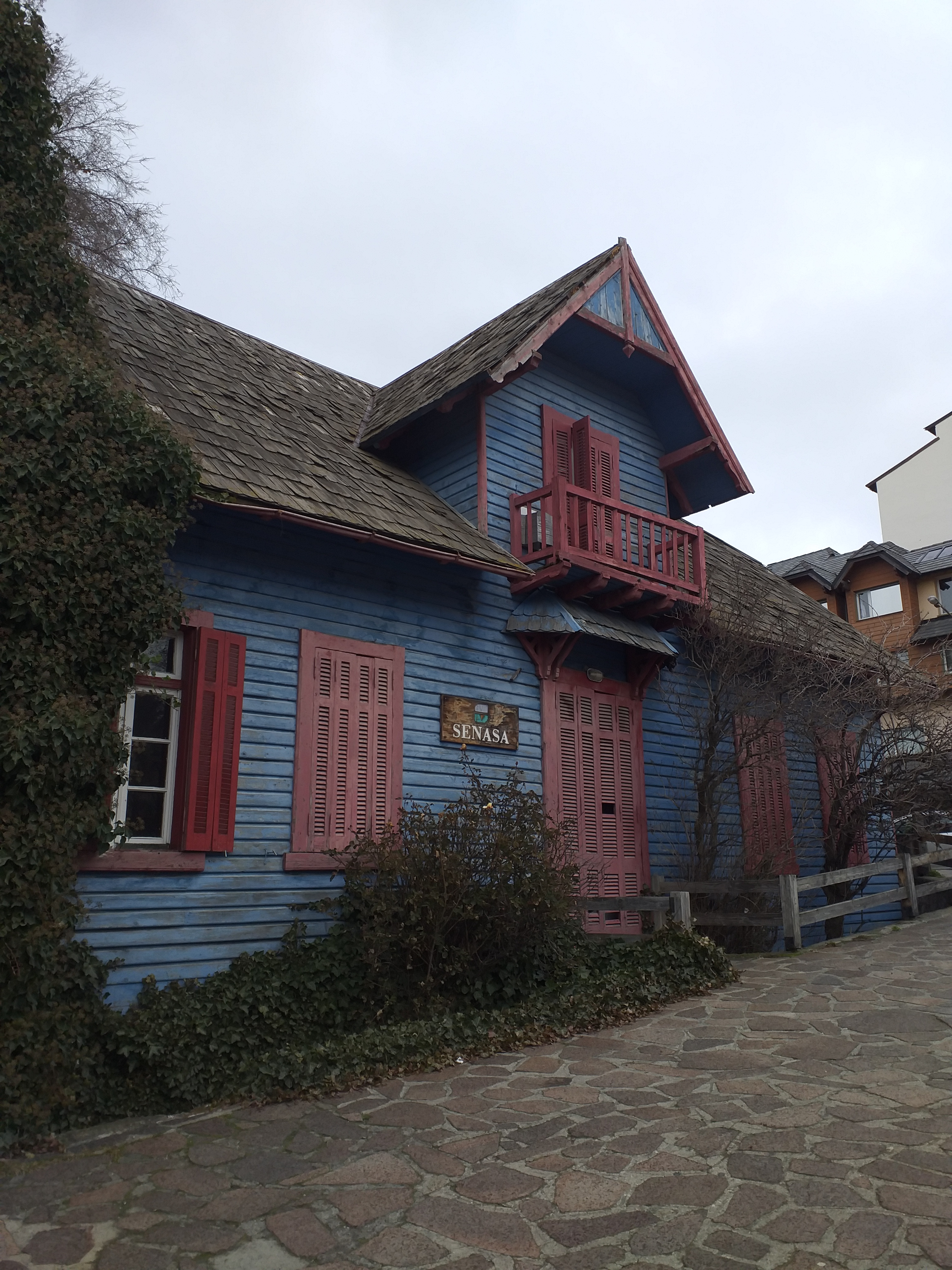
Casa histórica de madera.

La ciudad de San Carlos de Bariloche se encuentra sobre la costa del Lago Nahuel Huapi en la Patagonia Argentina, en territorios originalmente ocupados por los pueblos originarios que poblaban la región.
Si bien existieron algunas incursiones iniciales a la zona en los siglos XVII y XVIII por misioneros y viajeros europeos, el desarrollo de la ciudad comienza a fines del siglo XIX cuando la Campaña del Desierto desplaza a los pobladores indígenas, y libera las tierras para ocupación por colonizadores.
El entorno y oportunidades de desarrollo turístico que ofrece la región han atraído a numerosos inmigrantes, en su mayoría oriundos de Europa central, que han contribuido al desarrollo y crecimiento de la ciudad.

## Pobladores autóctonos
Existen evidencias de la existencia de asentamientos nativos en las riberas del Lago Nahuel Huapi en la zona hoy ocupada por la ciudad de Bariloche, previos a la llegada de los expedicionarios y colonizadores blancos.
Durante el neolítico, se produce la llegada de varios grupos étnicos nativos a la región del Nahuel Huapi. En particular hay asentamientos tehuelches, puelches, poyas y de otros grupos menos conocidos, como los pegüenches del lago Nahuel Huapi los cuales eran un grupo indígena montañés. Su nombre proviene del lugar en el cual venían, donde habían bastos bosques de Araucarias a las cuales ellos llamaban pinos, pewen: pino, che: gente.

## Llegada de misioneros
La misión jesuita del Nahuel huapi formó parte de los esfuerzos misioneros de la Compañía de Jesús con sede en la isla de Chiloé. Entre mediados del siglo XVII y comienzos del siglo XVIII, la zona fue objeto de viajes de misioneros jesuitas provenientes de Chile. El primer jesuita que misionó en la zona del lago Nahuel Huapi fue Diego de Rosales en 1650, quien atravesó la cordillera por el paso de Villarrica (posiblemente el actual paso Malalco) en la zona de las lagunas de Epulafquen en Neuquén llegando al Nahuel Huapi. Fue enviado por el gobernador de Chile Antonio de Acuña y Cabrera para intentar pacificar a los puelches y poyas tras la expedición esclavista de Luis Ponce de León en 1649.
En 1670 Nicolás Mascardi fundó la misión Nuestra Señora del Populo (luego llamada Nuestra Señora de los Poyas y posteriormente Nuestra Señora del Nahuel Huapi), a través de un grupo de indígenas poyas que había liberado de la esclavitud en Chiloé. Mascardi plantó los primeros manzanos y recorrió la cordillera de los Andes hasta los 44°S.
También misionaron Felipe Laguna y Juan José Guillelmo. El primer hombre blanco que llegó a la región desde el Atlántico es el Dr. Francisco Pascasio Moreno, quien arribó el 22 de enero de 1876.

## Campaña del Desierto

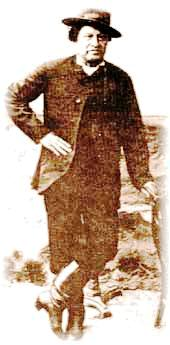
Cacique Sayhueque, cuyo poder se extendía a la zona de la cordillera de Neuquén y Río Negro.

Los nativos que habitaban en la región fueron asolados durante la Campaña del Desierto, en particular las campañas del coronel Conrado Villegas de los años 1881 y 1882.
La primera brigada, al mando del teniente coronel Rufino Ortega enfrentó a Tacumán, hijo del cacique Sayhueque. Alcanzó el lago Nahuel Huapi el 3 de abril de 1881, con un saldo de 23 indígenas muertos.
En un año, Villegas (ascendido a general) conquistó el territorio de la actual provincia del Neuquén, alcanzando el río Limay y el Nahuel Huapi.

## Primeros asentamientos
Hacia fines del siglo XIX, el mayor asentamiento se ubicaba en las nacientes del río Limay, aunque el poblador Carlos Wiederhold (un comerciante chileno procedente de Puerto Montt) ya tenía establecido un almacén en la zona que hoy ocupa la ciudad y desarrollaba una destacable actividad comercial con Chile.
Antes de Wiederhold, había llegado a la zona José Tauschek, un inmigrante originario de Bohemia que había arribado allí desde Chile, quien se instaló junto con su esposa e hijos a orillas del Nahuel Huapi. Tauschek fue inclusive el primero en tener una embarcación para navegar los ríos, hecho que le implicaría la muerte en 1900.

## Fundación oficial
La ciudad fue fundada oficialmente el 3 de mayo de 1902, por decreto del Poder Ejecutivo de la Nación. En 1909 tenía ya unos 1.250 habitantes, telégrafo, correo y camino hasta Neuquén. Pero continuaron dependiendo del comercio con Chile hasta la llegada del ferrocarril en 1934.
Durante los años 1905-1906 merodean por la zona los famosos ladrones de trenes y bancos norteamericanos Sundance Kid y Butch Cassidy que por esa época tenían una estancia en cercanías de Cholila en el territorio de Chubut. Dejan la zona al enterarse de que los perseguía un detective de la famosa agencia Pinkerton.
A principios del siglo, y especialmente antes de la llegada del ferrocarril, la ausencia de buenos caminos hacía muy dificultoso el abastecimiento del pueblo sobre todo de productos frescos. Por ello se desarrollaron varias chacras que proveían de verduras, productos lácteos y carnes a la incipiente población, llegándose a sembrar campos con trigo en la zona de lo que hoy es el barrio Melipal y Colonia Suiza.

## Llegada del ferrocarril

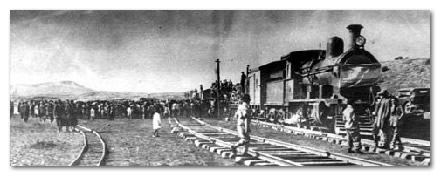
Llegada del primer tren a Bariloche en 1934.

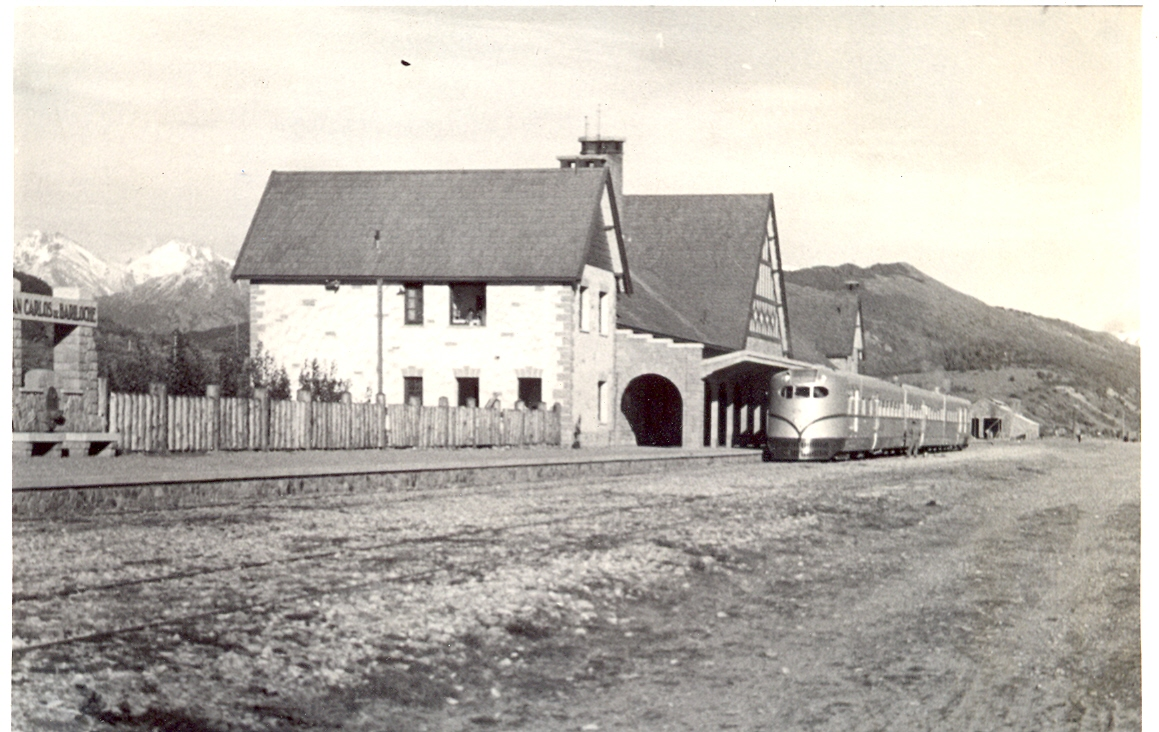
Una formación Ganz a mediados de los años 40 en San Carlos de Bariloche.

A comienzos del siglo XX el viaje desde Buenos Aires hasta Bariloche era una verdadera odisea. Para comenzar se realizaba en tren el trayecto Buenos Aires a Carmen de Patagones (al sur de Bahía Blanca), donde el viajero debía cruzar el Río Negro en barco hasta la ciudad de Viedma, y viajar a caballo o en automóvil hasta el pueblo de San Antonio Oeste, cabecera del Ferrocarril al Nahuel Huapi. Solo a partir de 1913 el ferrocarril llegó a Maquinchao, y en 1916 a Ingeniero Jacobacci desde donde se debía continuar en carreta o automóvil hasta Bariloche.
Hacia 1906 el ministro Ramos Mejía había presentado un proyecto de ley al congreso para realizar la construcción de vías férreas desde San Antonio Oeste hasta Bariloche. Lo escabroso del terreno tornaba más difícil la tarea de tender los rieles.
Para 1925 la punta de los rieles llegaban hasta el pueblo de Pilcaniyeu, y luego de una interrupción en los trabajos de algunos años, el tren finalmente llegó a Bariloche en mayo de 1934.

## La leyenda de Nahuelito
Desde comienzos del siglo XX, se reportan avistajes de lo que algunos interpretan sería una criatura que vive en el Lago Nahuel Huapi. La misma fue bautizada como Nahuelito, y la creencia popular es que sería un sobreviviente de la época de los dinosaurios. Durante la década de 1920, el Dr. Clemente Onelli organizó una expedición en su búsqueda, la que fue infructuosa.
Según me contó en 1991, un biólogo de la Universidad del Comahue, para que haya algún espécimen de animal no catalogado, ello implicaría que debería haber una manada o grupo, y nunca se vio ello, y además la alimentación de un animal grande no es suficiente con los recursos del Lago. 
Por otro lado, según los pueblos originarios, ellos hablaron siempre del "cuero vivo", o sea que probablemente se trate de alguna variedad de "Manta Raya" que vive en el veril (profundidad media) o casi extinta.
Los avistamientos modernos no sirven de prueba ya que no llegan a ser confirmados ni documentados seriamente.

## El proyecto Huemul
Desde 1948 hasta 1952, se desarrolló en la isla Huemul del Lago Nahuel Huapi el llamado Proyecto Huemul que según el físico alemán Ronald Richter podría controlar la reacción de fusión nuclear.
El proyecto fue un fiasco y timo. Esta situación fue expuesta por una comisión investigadora liderada por el Dr. Balseiro.

## Terremotos de 1960, 2010 y 2016
Durante el mes de mayo de 1960, la ciudad se vio afectada por el terremoto de Valdivia de 1960. Si bien se percibió el movimiento sísmico, los mayores efectos fueron producidos por una gigantesca ola que se generó en el Lago Nahuel Huapi y que impactó contra la costa frente a la ciudad. Dos personas que se encontraban en el embarcadero frente al Centro Cívico murieron, y el embarcadero de madera resultó muy dañado. En los días subsiguientes cayó sobre la ciudad ceniza producto de la erupción desencadenada en el volcán Puyehue.
El 27 de febrero de 2010, pasadas las 3:34 a. m., un terremoto en la región chilena de Biobío de unos 3 minutos de duración, de magnitud 8.8 en la escala de Escala sismológica de magnitud de momento, provocó en Chile y el Occidente argentino réplicas que duraron toda la madrugada.
En San Carlos de Bariloche se sintieron dos sismos de 5 grados en la escala de Richter aproximadamente el primero y de menor grado el segundo, que asustó a todos sus habitantes. No produjo víctimas ni daños materiales.
El día 25 de diciembre de 2016, en plena Navidad se registró un terremoto de magnitud 7.6 Escala sismológica de magnitud de momento cerca del Archipiélago de Chiloé en la Patagonia chilena, el fuerte sismo produjo movimientos en las piscinas y lagos (Seiche), el sismo no provocó daños ni víctimas, sólo pánico en la población.

## Época moderna
A comienzos de la década de 1970, la ciudad comenzó un sostenido período de crecimiento, en parte impulsado por la construcción del camino asfaltado que conectó a Bariloche con Buenos Aires. Hoy la principal vía de abastecimiento de la ciudad es mediante transporte terrestre.
El 28 de julio de 1970 los ciudadanos de la zona impusieron su voluntad en lo que se conoció como el Barilochazo. Se oponían tanto a la designación de Robespierre Panebianco como intendente y también a que se le adjudicaran 99 hectáreas de la península Llao Llao a la Fundación Bariloche. Esa mañana la ciudad amaneció empapelada con folletos que convocaban a presentarse a las 13.30 en el municipio, y mediante esa convocatoria pacífica hicieron valer su voluntad de que el intendente encargado de administrar la ciudad fuera una persona local.